# Matilda
Matilda je osrednji literarni lik v istoimenski knjigi, ki jo je napisal Roald Dahl leta 1988.

## O knjigi
Oče je po poklicu zloben  prodajalec avtomobilov, ki po navadi avto kupi po nizki ceni, mu v motor natrosi žagovine, števec prevrti nazaj in ga nato drago proda., zato se je Matilda odločila, da ga bo kaznovala. Tako mu je nekega dne namazala njegov najljubši klobuk z zelo močnim lepilom in tako se mu je prilepil na glavo. Spet naslednjič si ji šla k prijatelju sposodit papagaja in ga namestila v kamin. Papagaj je vse zelo prestrašil, saj so vsi bili prepričani, da je v hiši duh. Spet drugič je očetu v tekočino za lase natočila belilo. Tako so se očetovi rjavi lasje pobelili in razmršili. S sedmimi leti je Matilda začela hoditi v šolo. Že prvi dan je navdušila učiteljico Mileno Medico, saj je znala poštevanko števila 2, znala je tudi računati večmestna števila npr. 34562krat 23415 in to zelo hitro, znala je brati in še marsikaj drugega. Učiteljica je takoj odhitela h grozni ravnateljici Volovškar in ji predlagala, naj Matilda preskoči nekaj razredov. Ta jo je zavrnila, saj je prej govorila z Matildinim očetom, ta pa ji je rekel, da je Matilda velika zgaga. Matilda se je zelo spoprijateljila z učiteljico Medico in Sivko . Ta pa je skrbela, da se Matilda v njenem razredu nikoli ni dolgočasila.
Nekega dne se je v razred najavila ravnateljica, da preveri znanje otrok. Otroke je nato zaradi nepravilnih odgovorov mučila. Matilda je bila nanjo zelo jezna in je s svojo notranjo energijo prevrnila kozarec vode na ravnateljico. Nikomur ni bilo jasno, kaj se je zgodilo. Po pouku jo je učiteljica Medica povabila v svoj skromen dom. Učiteljica ji je povedala svojo žalostno zgodbo odraščanja, nepojasnjene smrti očeta in o hiši, ki si jo je prilastila njena teta, ravnateljica Agata Volovškar.
Matilda je po tistem dnevu trenirala premikanje stvari z notranjo energijo in šlo ji je zelo dobro. Nekega dne, ko se je ravnateljica spet prikazala v njihovem razredu je na tablo napisala sporočilo Medičinega očeta Magnusa. Ravnateljica se je tako ustrašila duha, da je zapustila hišo in odšla neznano kam. Tako je Medica dobila nazaj hišo in denar, ki ji je ga zapustil oče. Matilda se je nato preselila k njej, saj njenim staršem ni bilo mar zanjo in so v to privolili. Šola je dobila novo, prijaznejšo ravnateljico, Matilda pa je preskočila nekaj razredov. Tudi notranje energije ni mogla več uporabljati, saj jo je sedaj porabila za reševanje zapletenih šolskih nalog, predvsem nalog iz matematike.

## Matilda kot literarni lik
Matilda je zelo bistra deklica iz neurejene družine. Pri treh letih se je sama naučila brati. [(Do svojih prvih šolskih dni je prebrala že vse otroške knjige)] in zelo veliko knjig za odrasle. Zanimalo so jo vsa področja in brala je zelo raznovrstne knjige. Tudi računati se je naučila in množila na pamet zelo velika števila.
Za svoja leta je bila tako zelo pametna, da je s svojo notranjo energijo premikala predmete. Čeprav je imela veliko moč, ni nikoli z njo škodila in je vedno imela dobre namene.
Po značaju je zelo mirna, nenaduta, vendar iznajdljiva. Kadar je menila, da si kdo zasluži kazen, ga je kaznovala na zelo nenavaden način. Nikoli se ni pred nikomer postavljala, z vsemi se je dobro razumela. Njena najboljša prijateljica je bila sošolka Sivka, njena velika zaupnica pa učiteljica Medica.
Na svoje starše ni bila močno navezana, saj je niso razumeli in so jo vedno imeli za smet. Tudi do brata ni gojila močnih vezi. 
Matilda je hitro vzljubila učiteljico Medico. Na začetku je v njej videla zaščitnico, nato se je med njima spletlo prijateljstvo. To prijateljstvo se je počasi spremenilo v materinsko ljubezen, saj je Matilda v učiteljici videla mati, katero si je vedno želela. Tudi učiteljica Medica jo je vzljubila kot svojo hčerko in ji ponudila varen in urejen dom.